# 赫丁冰原島峰
75°19′S 111°18′W / 75.317°S 111.300°W
赫丁冰原島峰（英語：Hedin Nunatak）是南極洲的冰原島峰，位於瑪麗伯德地的沃爾格林海岸，處於墨菲火山西北面17公里，根據美國海軍在1947年拍攝的空中照片，現時由南極條約體系管理。